# Palpusia terminalis
Palpusia terminalis is een vlinder uit de familie van de grasmotten (Crambidae), uit de onderfamilie van de Spilomelinae. De wetenschappelijke naam van deze soort is voor het eerst voorgesteld als Sylepta terminalis door Paul Dognin in een publicatie uit 1910.
De soort komt voor in Peru.